# Тхюньмунь

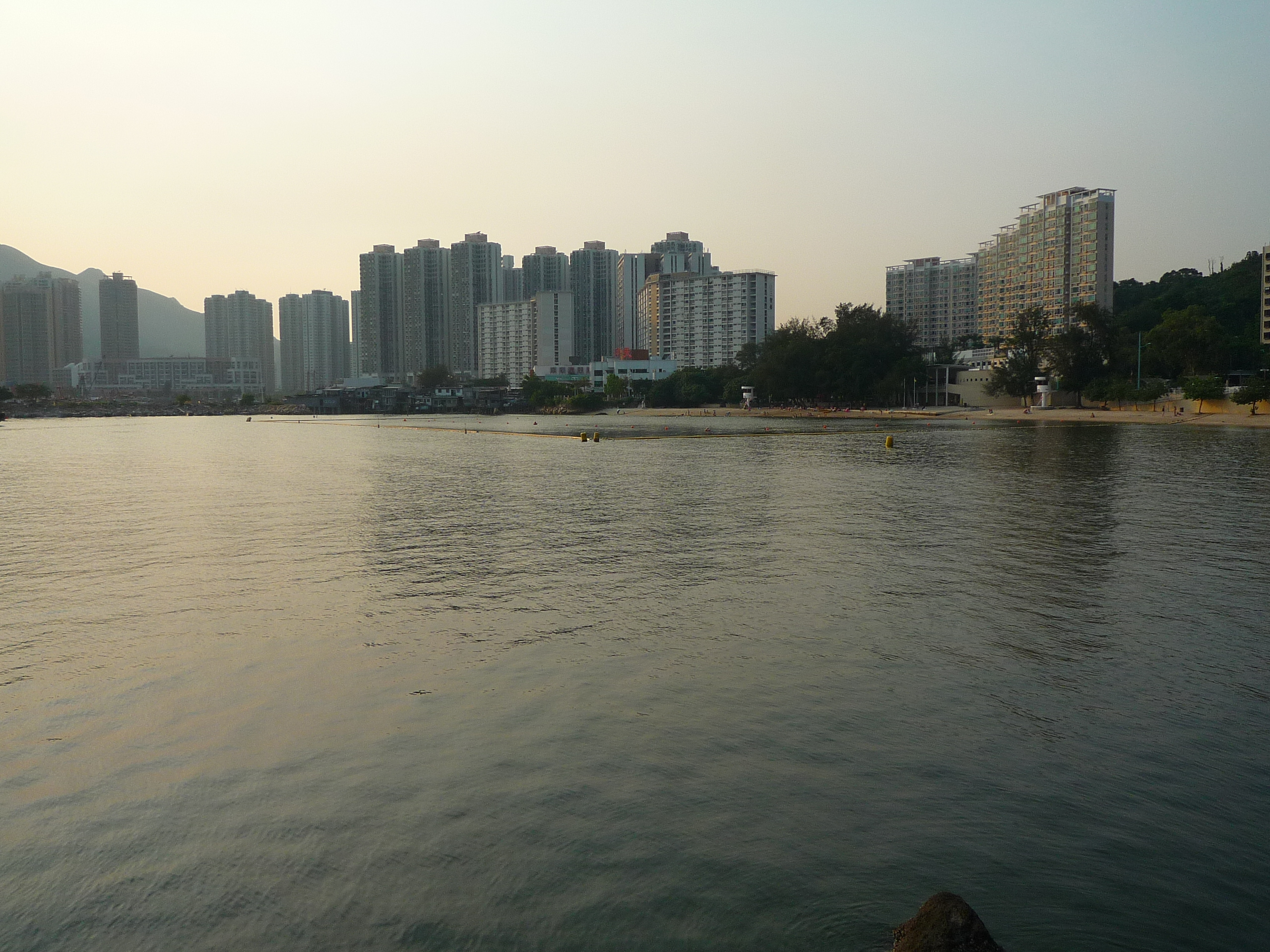
Тхюньмунь

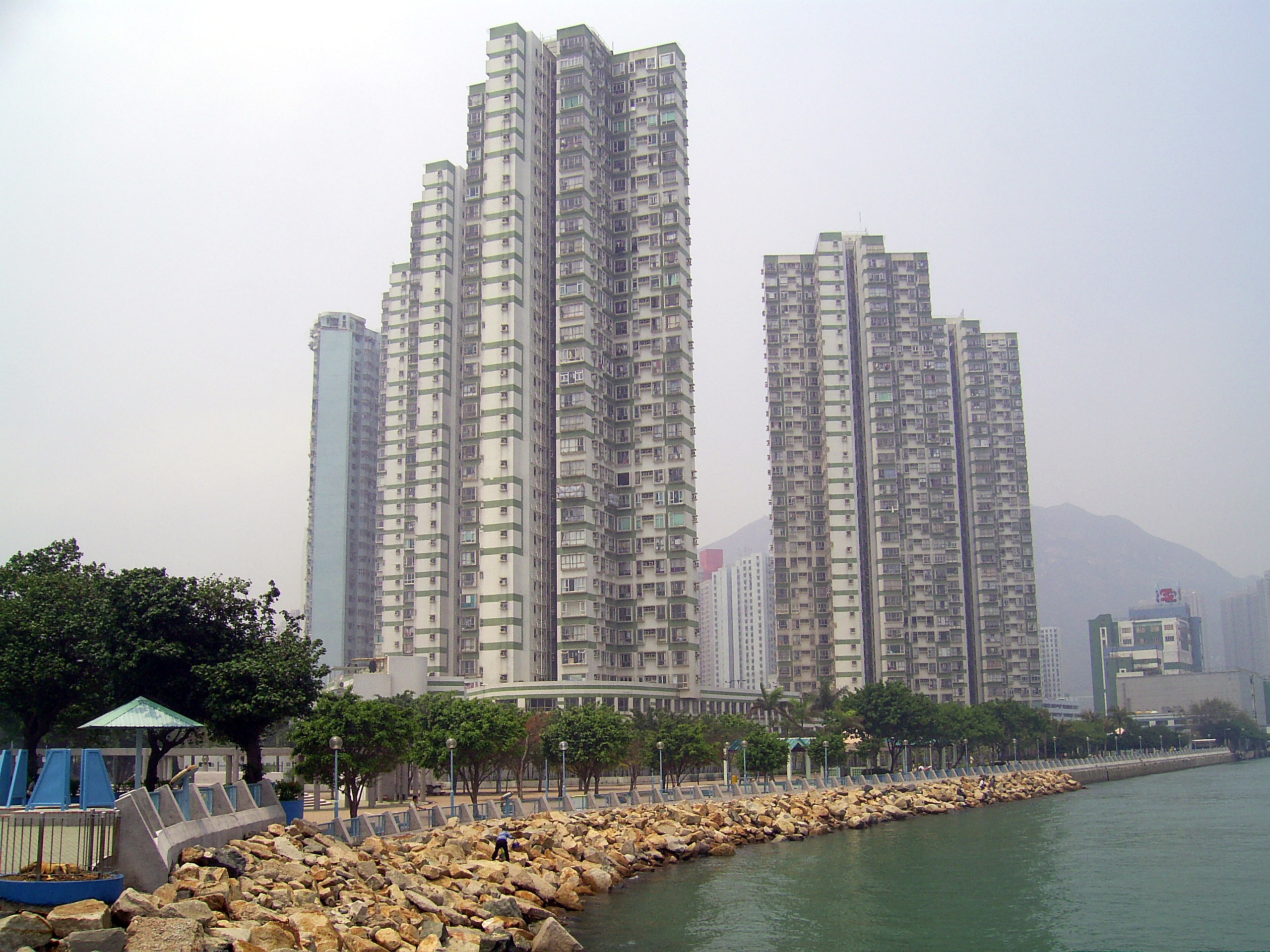
Тхюньмунь

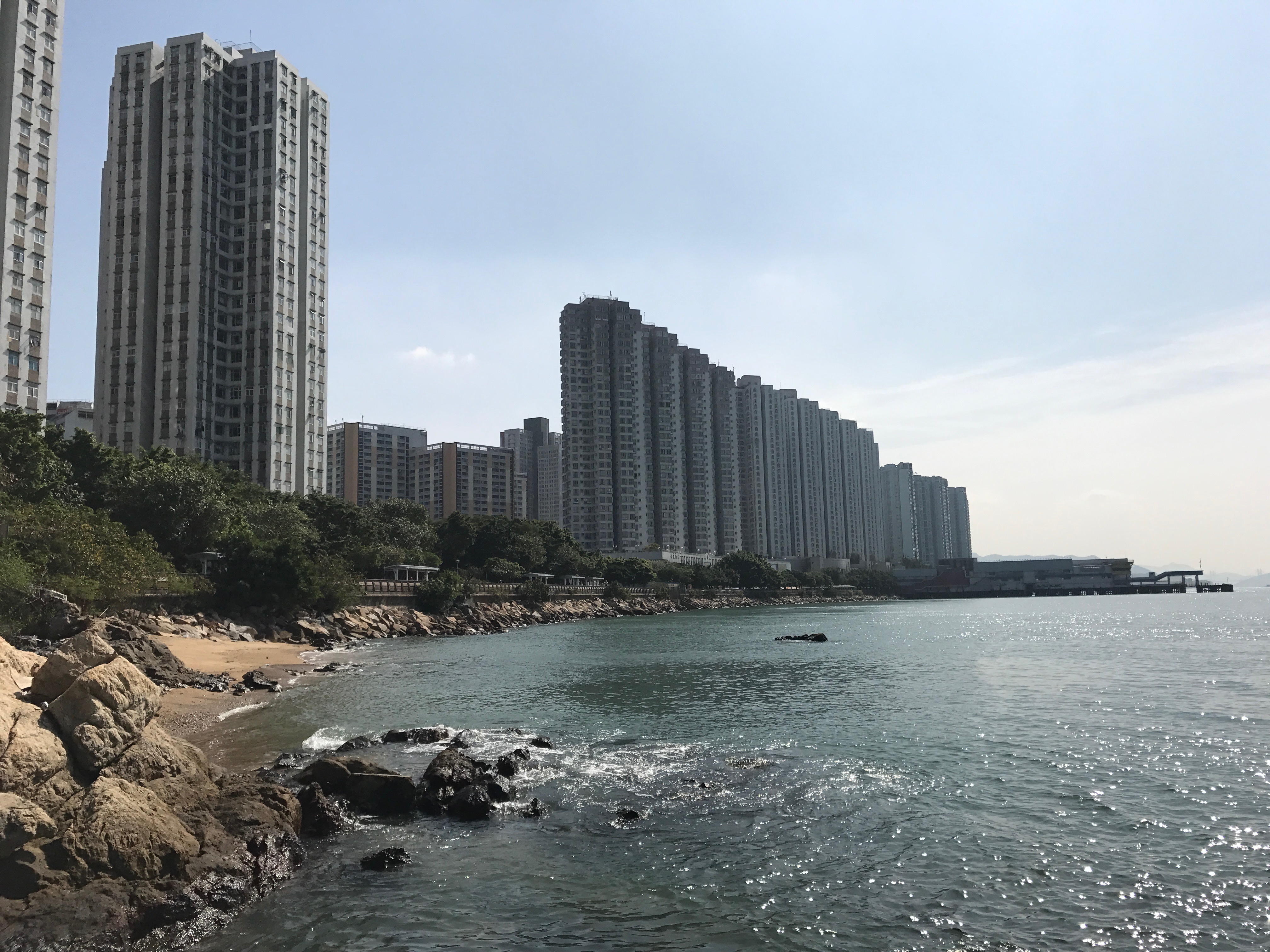
Тхюньмунь

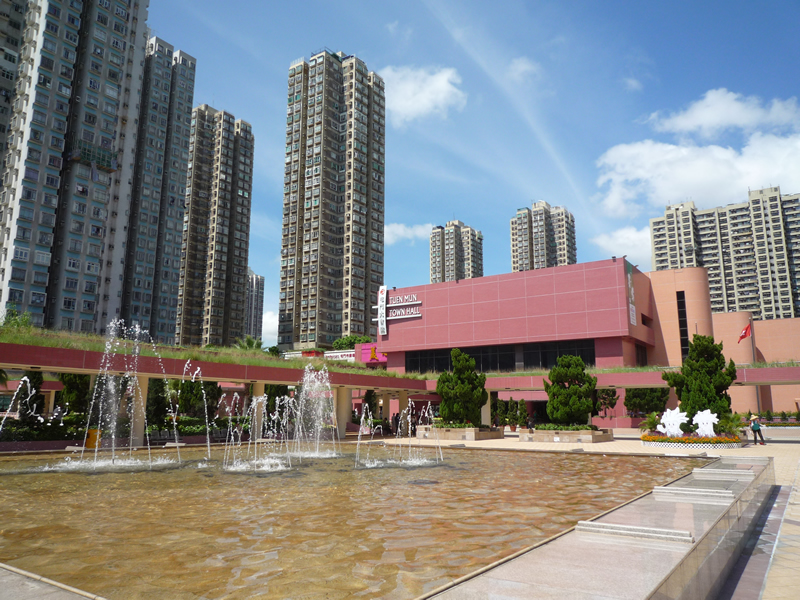
Тхюньмунь

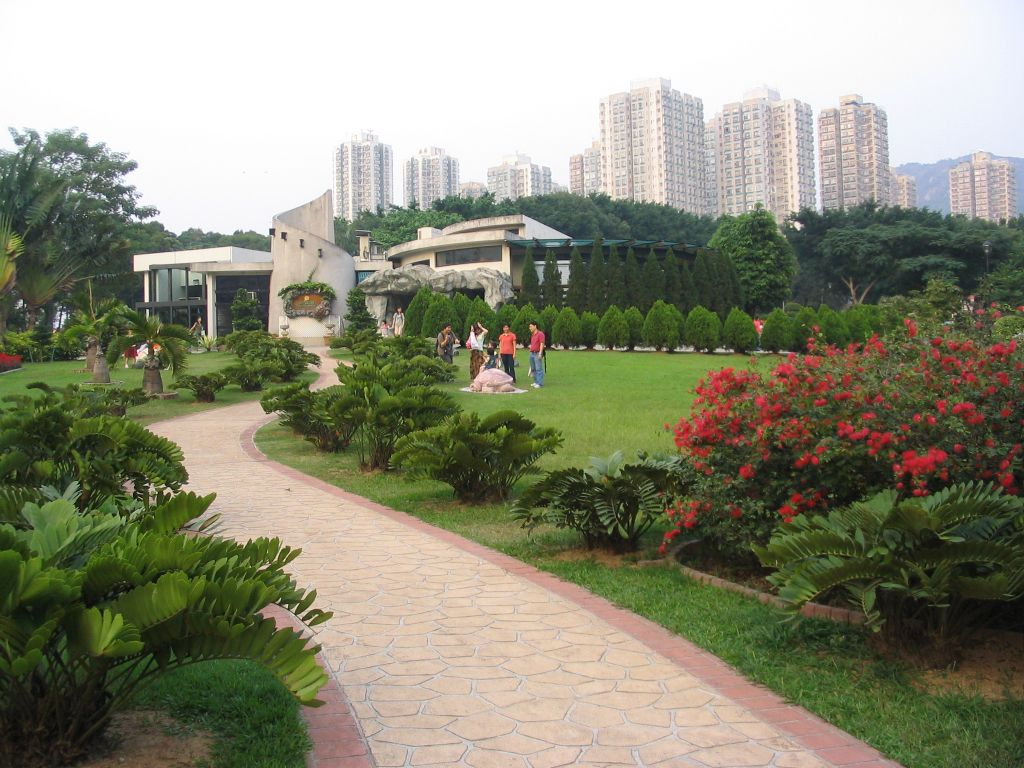
Тхюньмунь

Тхюньмунь? (иер. 屯門, ютпх. Tyun4mun4, кит.-рус. Туньмэнь, на картах —Туньмынь, англ. Tuen Mun) — один из 18 округов Гонконга. Расположен в западной части Новых Территорий.

## История
В 1513—1514 годах Жорже Алвареш основал здесь первые поселения португальцев. До 1970 года округ назывался Цин-Шань.

## Население
В 2006 году в округе проживало 502 тыс. человек.

### Религия
В округе расположены монастыри Цин Шань, Миу Фат (Мяофа) и Чинг Лёнг, храмы Тинь Хау (Тянь-хоу), Чин Чун Кунь (Цинсун-гуань), Сам Шин (Саньшэн-мяо), католическая церковь Тхюньмунь Холи Редимер.

## Экономика
В округе расположены теплоэлектростанции «Кастл Пик» и «Блэк Пойнт» американо-гонконгского консорциума «ExxonMobil» / «CLP Group», комплекс по переработке мусора «Экопарк», контейнерный терминал «Ривер Трейд» компаний «Hutchison Whampoa» и «Sun Hung Kai Properties», терминал по приему и хранению авиатоплива (связан трубопроводом с Международным аэропортом Гонконга), штаб-квартира пищевой компании «Vitasoy», офис японской компании «YKK Group», отель «Гонконг Голд Кост».

### Торговля
Крупнейшие торговые центры округа — «Тхюньмунь Таун Плаза», «Гонконг Голд Кост», «Марина Мейджик», «Оушн Уолк», «Чи Лок Фа Юэнь».

## Транспорт
- Линии MTR «Вест Рейл» и «Лайт Рейл» связывают округ с Юньлоном
- Шоссе «Кастл Пик» соединяет округ с Коулуном
- В округе существует разветвленная сеть автобусных и паромных маршрутов

## Достопримечательности
- Пляжи Голден Бич, Баттерфлай Бич, Кадури Бич, Кафетерия
- «Променад Искусств»
- «Дом рептилий»
- Деревня Лун-Кву-Тань (Лунгутань)
- «Императорская пещера»
- Водохранилище Тай-Лам-Чун

### Парки
- Тай Лам Кантри Парк
- Морской парк Ша-Чау и Лун-Кву-Чау
- Парк Тхюньмунь
- Парк Чжуншань
- Гонконг Драгон Гарден

## Образование
- Университет Линнань
- Кампус Гонконгского института профессионально-технического образования

## Здравоохранение
- Госпиталь Кастл Пик
- Госпиталь Тхюньмунь
- Госпиталь Сиу-Лам

## Культура
- Библиотека Университета Линнань
- Публичная библиотека Тхюньмунь
- Публичная библиотека Тай-Хин
- Библиотека Баттерфлай

В округе базируется благотворительный фонд Перекрёстки.

## Спорт
- Бассейн Тхюньмунь
- Бассейн Джокей Клаб Ян Ой Тон
- Гольф-центр «Тхюньмунь»
- Яхт-клуб «Гонконг Голд Кост»